# Anguis
Anguis Linnaeus, 1758 è un genere di squamati della famiglia Anguidae comunemente noti come orbettini. Pur non essendo serpenti, le specie di questo genere non hanno zampe. Sono diffusi in Europa e in alcune porzioni dell'Asia occidentale.

## Tassonomia
Comprende le seguenti specie:
- Anguis cephallonica Werner, 1894
- Anguis colchica (Nordmann, 1840)
- Anguis fragilis Linnaeus, 1758 – orbettino
- Anguis graeca Bedriaga, 1881
- Anguis veronensis Pollini, 1818 – orbettino italiano

A. cephallonica e A. veronensis sono le due specie che si sono separate prima dalle altre popolazioni, mentre A. graeca, A. colchica e A. fragilis formano un clade e si sono diversificate dopo.
|  | Anguis fragilis                                                   |
|  |                                                                   |
|  | \| \| Anguis colchica \| \| \| \| \| \| Anguis graeca \| \| \| \| |
|  |                                                                   |
|  | Anguis colchica                                                   |
|  |                                                                   |
|  | Anguis graeca                                                     |
|  |                                                                   |

|  | Anguis colchica |
|  |                 |
|  | Anguis graeca   |
|  |                 |

|  | Anguis fragilis                                                   |
|  |                                                                   |
|  | \| \| Anguis colchica \| \| \| \| \| \| Anguis graeca \| \| \| \| |
|  |                                                                   |
|  | Anguis colchica                                                   |
|  |                                                                   |
|  | Anguis graeca                                                     |
|  |                                                                   |

|  | Anguis colchica |
|  |                 |
|  | Anguis graeca   |
|  |                 |

## Distribuzione e habitat

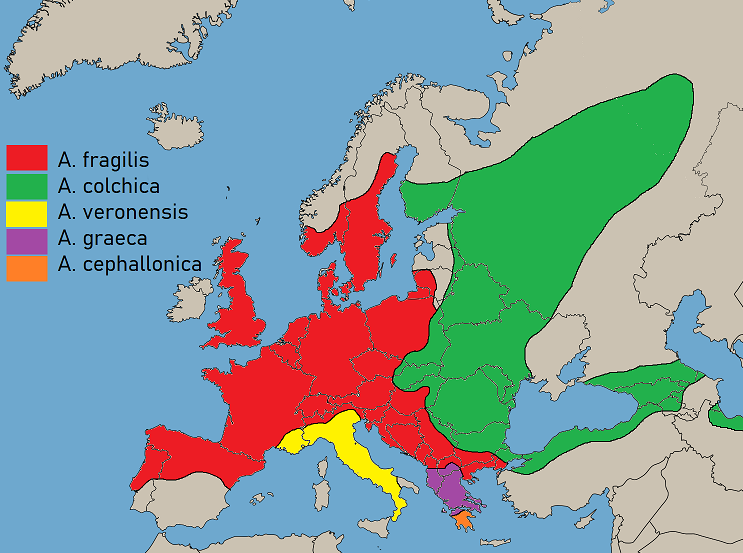
Areali delle specie del genere Anguis

L'areale del genere si estende nell'ovest dell'ecozona paleartica. Delle sei specie note, Anguis fragilis e Anguis colchica sono quelle con l'areale più ampio, la prima è infatti presente nella Penisola iberica settentrionale, in Francia (ad eccezione della porzione sud-orientale), nella maggior parte delle Alpi, in Gran Bretagna, in Europa centrale, nella Scandinavia meridionale, e nell'ovest della Penisola balcanica ad eccezione della porzione più meridionale. Anguis colchica è invece diffusa in Europa orientale, nell'est della Penisola balcanica, nei Carpazi, nell'Altopiano transilvanico, in Finlandia meridionale, in Anatolia settentrionale, nel Caucaso e nelle foreste miste ircane del Caspio in Iran.
Anguis graeca è presente in Albania, Grecia e Montenegro; Anguis cephallonica ha un areale ristretto al Peloponneso; Anguis veronensis è presente in Italia e nel sud-est della Francia.